# Élections législatives de 2007 dans le Gers
Les élections législatives françaises de 2007 se déroulent les 10 et 17 juin 2007. Dans le département du Gers, deux députés sont à élire dans le cadre de deux circonscriptions.

## Élus
| Circonscription | Député sortant  | Parti | Parti | Député élu ou réélu | Parti | Parti |
| --------------- | --------------- | ----- | ----- | ------------------- | ----- | ----- |
| 1re             | Philippe Martin |       | PS    | Philippe Martin     |       | PS    |
| 2e              | Gérard Dubrac   |       | UMP   | Gisèle Biémouret    |       | PS    |

## Résultats

### Résultats à l'échelle du département
| Parti                                    | Parti                               | Premier tour | Premier tour | Second tour | Second tour | Sièges |
| Parti                                    | Parti                               | Voix         | %            | Voix        | %           | Sièges |
| ---------------------------------------- | ----------------------------------- | ------------ | ------------ | ----------- | ----------- | ------ |
|                                          | Parti socialiste                    | 31 730       | 34,24        | 51 513      | 54,83       | 2      |
|                                          | Parti radical de gauche             | 4 172        | 4,50         |             |             | 0      |
|                                          | Parti communiste français           | 3 243        | 3,50         | 0           |             |        |
|                                          | Les Verts                           | 2 228        | 2,40         | 0           |             |        |
|                                          | Gauche parlementaire                | 41 373       | 44,64        | 51 513      | 54,83       | 2      |
|                                          |                                     |              |              |             |             |        |
|                                          | Union pour un mouvement populaire   | 32 105       | 34,64        | 42 434      | 45,17       | 0      |
|                                          | Divers droite                       | 1 373        | 1,48         |             |             | 0      |
|                                          | Mouvement pour la France            | 1 323        | 1,43         | 0           |             |        |
|                                          | Majorité présidentielle             | 34 801       | 37,55        | 42 434      | 45,17       | 0      |
|                                          |                                     |              |              |             |             |        |
|                                          | UDF–Mouvement démocrate             | 8 076        | 8,71         |             |             | 0      |
|                                          | Extrême gauche dont LCR, LO et SÉGA | 3 422        | 3,69         | 0           |             |        |
|                                          | Front national                      | 2 669        | 2,88         | 0           |             |        |
|                                          | Divers                              | 1 941        | 2,09         | 0           |             |        |
|                                          | Génération écologie                 | 394          | 0,43         | 0           |             |        |
|                                          |                                     |              |              |             |             |        |
| Inscrits                                 | Inscrits                            | 140 775      | 100,00       | 140 746     | 100,00      | 2      |
| Abstentions                              | Abstentions                         | 45 754       | 32,5         | 43 359      | 30,81       |        |
| Votants                                  | Votants                             | 95 021       | 67,5         | 97 387      | 69,19       |        |
| Blancs et nuls                           | Blancs et nuls                      | 2 345        | 2,47         | 3 440       | 3,53        |        |
| Exprimés                                 | Exprimés                            | 92 676       | 97,53        | 93 947      | 96,47       |        |
| Source : Ministère de l'Intérieur - Gers |                                     |              |              |             |             |        |

### Résultats par circonscription

#### Première circonscription (Auch)
| Candidat       | Candidat                      | Parti          | Premier tour | Premier tour | Second tour | Second tour |  |
| Candidat       | Candidat                      | Parti          | Voix         | %            | Voix        | %           |  |
| -------------- | ----------------------------- | -------------- | ------------ | ------------ | ----------- | ----------- |  |
|                | Philippe Martin sortant réélu | PS             | 19 912       | 42,18        | 28 285      | 58,89       |  |
|                | Anne-Marie Mouchet            | UMP            | 14 829       | 31,41        | 19 746      | 41,11       |  |
|                | Daniel Gesta                  | UDF–MoDem      | 4 591        | 9,72         |             |             |  |
|                | Maurice Salles                | PCF            | 1 860        | 3,94         |             |             |  |
|                | Micheline Gennesson           | FN             | 1 207        | 2,56         |             |             |  |
|                | Fatma Adda                    | Les Verts      | 1 123        | 2,38         |             |             |  |
|                | Marc Carponcy                 | LCR            | 920          | 1,95         |             |             |  |
|                | Marie-Catherine de Lamaestre  | MPF            | 794          | 1,68         |             |             |  |
|                | Jean Falco                    | SÉGA           | 728          | 1,54         |             |             |  |
|                | Renée Collgros                | GÉ             | 394          | 0,83         |             |             |  |
|                | Jean Clercmidy                | Divers         | 285          | 0,6          |             |             |  |
|                | Clotilde Barthélemy           | LO             | 238          | 0,5          |             |             |  |
|                | Douce de Franclieu            | AL             | 180          | 0,38         |             |             |  |
|                | Jean-Jacques Flambard         | NC             | 151          | 0,32         |             |             |  |
|                |                               |                |              |              |             |             |  |
| Inscrits       | Inscrits                      | Inscrits       | 72 235       | 100,00       | 72 219      | 100,00      |  |
| Abstentions    | Abstentions                   | Abstentions    | 23 766       | 32,9         | 22 534      | 31,2        |  |
| Votants        | Votants                       | Votants        | 48 469       | 67,1         | 49 685      | 68,8        |  |
| Blancs et nuls | Blancs et nuls                | Blancs et nuls | 1 257        | 2,59         | 1 654       | 3,33        |  |
| Exprimés       | Exprimés                      | Exprimés       | 47 212       | 97,41        | 48 031      | 96,67       |  |

#### Deuxième circonscription (Condom)
| Candidat       | Candidat               | Parti             | Premier tour | Premier tour | Second tour | Second tour |  |
| Candidat       | Candidat               | Parti             | Voix         | %            | Voix        | %           |  |
| -------------- | ---------------------- | ----------------- | ------------ | ------------ | ----------- | ----------- |  |
|                | Gérard Dubrac sortant  | UMP               | 17 276       | 38           | 22 688      | 49,41       |  |
|                | Gisèle Biémouret élue  | PS                | 11 818       | 25,99        | 23 228      | 50,59       |  |
|                | Raymond Vall           | PRG               | 4 172        | 9,18         |             |             |  |
|                | Victoire Crispel       | UDF–MoDem         | 3 485        | 7,67         |             |             |  |
|                | Jean de Préaudet       | FN                | 1 462        | 3,22         |             |             |  |
|                | Maryse Dellac          | PCF               | 1 383        | 3,04         |             |             |  |
|                | Christian Touhé-Rumeau | CPNT              | 1 142        | 2,51         |             |             |  |
|                | Alain Cheymol          | Les Verts         | 1 105        | 2,43         |             |             |  |
|                | Pierre Dulong          | CNIP              | 1 042        | 0,70         |             |             |  |
|                | Janine Lasserre        | LCR               | 939          | 2,07         |             |             |  |
|                | Daniel Bègue           | MPF               | 529          | 1,16         |             |             |  |
|                | Nicole Jullian         | SÉGA              | 334          | 0,73         |             |             |  |
|                | Véronique Guin         | Divers            | 321          | 0,71         |             |             |  |
|                | Marie-Michèle Viau     | LO                | 263          | 0,58         |             |             |  |
|                | Blandine Terrain       | Régionaliste (PO) | 193          | 0,42         |             |             |  |
|                |                        |                   |              |              |             |             |  |
| Inscrits       | Inscrits               | Inscrits          | 68 540       | 100,00       | 68 527      | 100,00      |  |
| Abstentions    | Abstentions            | Abstentions       | 21 988       | 32,08        | 20 825      | 30,39       |  |
| Votants        | Votants                | Votants           | 46 552       | 67,92        | 47 702      | 69,61       |  |
| Blancs et nuls | Blancs et nuls         | Blancs et nuls    | 1 088        | 2,34         | 1 786       | 3,74        |  |
| Exprimés       | Exprimés               | Exprimés          | 45 464       | 97,66        | 45 916      | 96,26       |  |